# 西伯利亚号列车
西伯利亚号列车（俄语：Сибиряк）是行驶于新西伯利亚往返莫斯科的一辆高速列车。2014年起，由于这一列车对应的线路客流量过低，该列车已被取消。

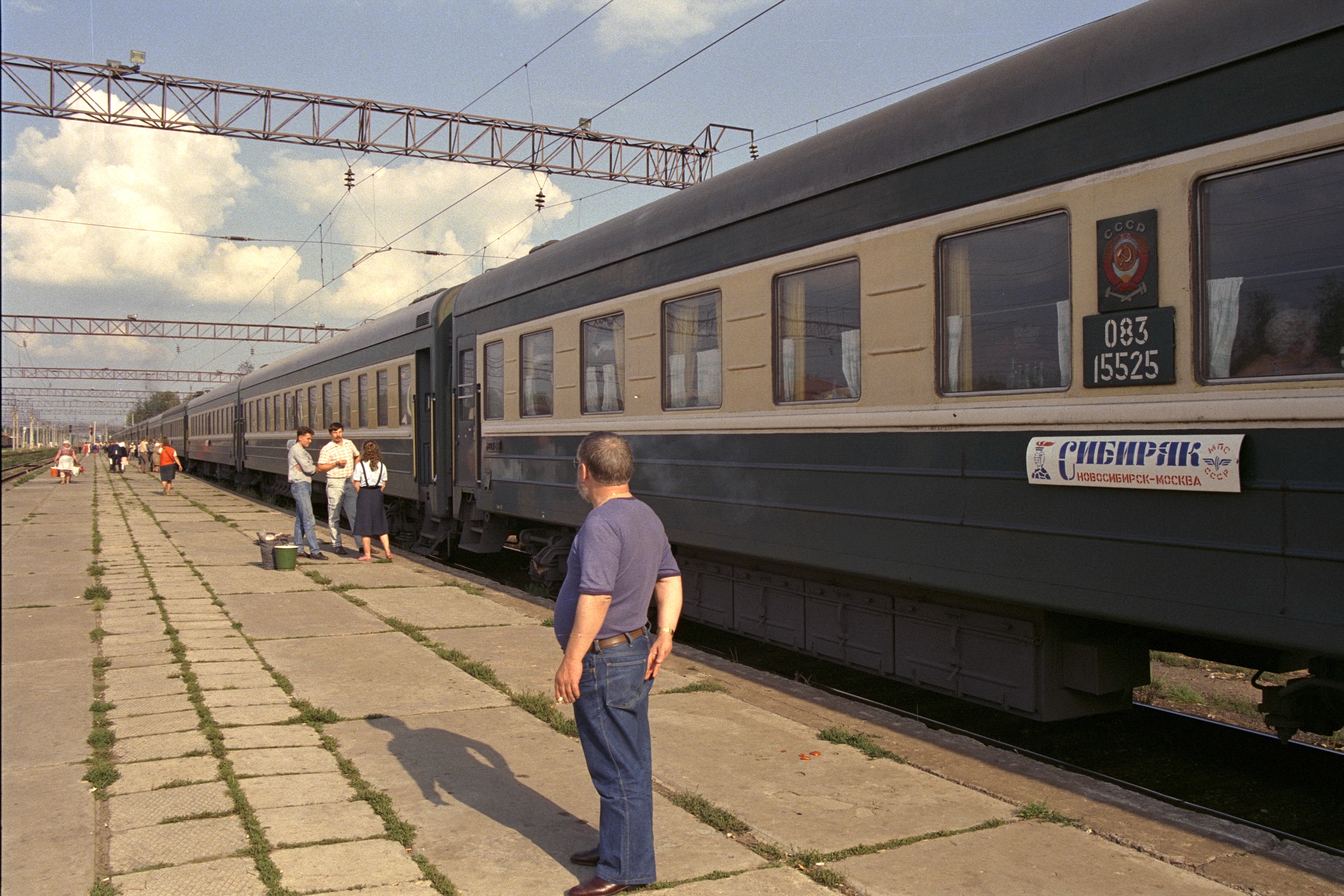
1989年停泊在西伯利亚车站的西伯利亚号列车

## 历史
这辆列车最早可以追溯到1965年开设的同名列车，起讫站与停运前相同。在二十世纪八十年代中期，这趟列车编号为025H/026H，其经行路线全长为3303km，总耗时需要48小时；现在，全程西行总共需要43小时45分钟，而东行则需要43小时33分钟。整条线路通电，路线多次受到过微调。这趟列车从莫斯科出发时，起点站为雅罗斯拉夫尔车站。
2014年6月9日，这趟列车已经因客运量过低而取消。在这趟列车开行期间，主要经过莫斯科、雅罗斯拉夫尔、基洛夫、巴列济诺、彼尔姆、叶卡捷琳堡、秋明、鄂木斯克和新西伯利亚9个站点。

## 列车编制
这一列车主要包含预留座车（每节车厢54座）、普通车厢（每节车厢36座）、SV车厢（每节车厢18座）、豪华车厢、餐车和员工车厢（36座）。列车主要依靠ChS7、ChS2、ChS2K、ChS4T和EP2K五种机车牵引，列车漆色延续了40年的墨绿色。窗面显黄色，窗户上下有白色条纹，车厢顶下方有一个白底铭文牌，上面写有“西伯利亚号”的俄文名称。